# Pseudopseustis tellieri
Pseudopseustis tellieri là một loài bướm đêm trong họ Noctuidae.